# Batalla del mar del Coral
La batalla del mar del Coral fue una batalla naval entre Japón y fuerzas aliadas, principalmente de la Armada de los Estados Unidos, librada en mayo de 1942 en el mar del Coral. Fue una de las batallas clave del Teatro Asiático en la Segunda Guerra Mundial y significó el primer fracaso de una ofensiva nipona. Aunque los japoneses infligieron bajas importantes a los estadounidenses, sus propias pérdidas les impidieron ejecutar la Operación Mo, la invasión de Port Moresby. Además, dos portaaviones japoneses que participaron en la batalla resultaron dañados y no pudieron participar en la batalla de Midway, la cual marcaría un punto de inflexión en el curso de la guerra en el Pacífico.
La batalla del mar del Coral fue la primera batalla de portaaviones en la historia, también fue el primer combate donde las fuerzas navales nunca se vieron directamente, ni estuvieron al alcance de la artillería enemiga.

## Antecedentes
Durante la Era Meiji, Japón experimentó un rápido proceso de industrialización y modernización del ejército, alejándose del aislacionismo que había definido su política exterior por siglos. Después de derrotar al Imperio Chino en la primera guerra sino-japonesa y al Imperio ruso en la guerra ruso-japonesa, la pequeña nación asiática ocupó Formosa, Corea y fue extendiendo su influencia por el norte de China. Finalmente, llegó a controlar casi toda Manchuria, y creó un nuevo Estado en la región, Manchukuo, instaurando como emperador al destronado Puyi, antiguo emperador de toda China.
En 1937, estalló la segunda guerra sino-japonesa, y Japón inició un avance hacia el sur, apoderándose de la Indochina francesa en 1940. Deseoso de expulsar a los japoneses de China, Estados Unidos practicó un embargo de materias primas importantes sobre Japón, donde destacaba el bloqueo de la importación de crudo. El Imperio británico y el Imperio neerlandés se hicieron eco de este embargo, dejando a Japón en la disyuntiva de abandonar la idea de ser una potencia mundial, o declarar la guerra a estas naciones.
El 7 de diciembre de 1941, Japón ejecutó el famoso ataque a Pearl Harbor, iniciando la Guerra del Pacífico. Haciendo uso del factor sorpresa, Japón pudo ocupar Filipinas, Malasia, Hong Kong y las Indias Orientales Neerlandesas. Esta última contaba con enormes reservas de petróleo.
La facilidad con que los japoneses consiguieron sus objetivos al comienzo de la guerra ocasionó que la Armada Imperial Japonesa demandase una nueva estrategia más agresiva. En este punto, la mayor pérdida registrada por la Armada era un destructor, y oficiales navales llegaron a sugerir futuras operaciones contra Hawái, Australia e India.
El 7 de marzo de 1942, el almirante Takasumi Oka sugirió en una reunión conjunta, el corte de la línea de suministro estadounidense hacia Australia y la posterior invasión de esta última. El general Moritake Tanabe, del Ejército Imperial Japonés, se opuso al plan de la Armada. El Ejército deseaba fortalecer las ganancias con una poderosa red defensiva y daba prioridad a la guerra en China. El debate continuó por dos semanas, hasta que el Ejército y la Armada llegaron a un acuerdo. La Armada renunció a la invasión de Australia y se limitó a la invasión de Port Moresby, en Nueva Guinea. Posteriormente, se añadió la invasión de Samoa, Fiyi y Nueva Caledonia.
Se planificó entonces la Operación Mo, cuyo objetivo era desembarcar tropas en el pequeño pueblo de Port Moresby. Nueva Guinea estaba ocupada casi en su totalidad por Japón, excepto en el sureste, donde se encontraba el pueblo, defendido por tropas australianas. El exitoso desembarco finalizaría rápidamente la campaña de Nueva Guinea y pondría en peligro al norte de Australia. El vicealmirante Shigeyoshi Inoue fue nombrado Comandante en Jefe de la operación.
El 3 de mayo de 1942, los japoneses empezaron a desembarcar en Tulagi, una isla frente a Guadalcanal, con el objetivo de construir una base de hidroaviones. Una fuerza naval pequeña cubría directamente el desembarco, pero a la distancia se encontraba otra flota compuesta por cuatro cruceros pesados, un destructor y un portaaviones ligero, el Shōhō, al mando del contraalmirante Aritomo Gotō. Gotō tenía órdenes de dirigirse hacia el oeste cuando terminase el desembarco, para cubrir el desembarco de Port Moresby, que se debía realizar el 10 de mayo. Otra flota, bajo el mando del vicealmirante Takeo Takagi y compuesta por dos cruceros pesados, seis destructores y dos portaaviones, el Zuikaku y el Shōkaku, debía dirigirse al mar del Coral durante el desembarco de Tulagi, pero antes debía despachar nuevos aviones a Rabaul.
Sin embargo, los criptoanalistas estadounidenses lograron obtener muchos detalles de la Operación Mo, y el almirante Chester Nimitz envió a la Fuerza operativa 17 a defender Port Moresby. Esta fuerza, comandada por el contraalmirante Frank Jack Fletcher, estaba compuesta por seis cruceros pesados, dos cruceros ligeros, once destructores y dos portaaviones, el USS Lexington y el USS Yorktown. Nimitz había sido informado que hasta cinco portaaviones japoneses podían intervenir en la operación, por lo que deseó que vinieran sus otros dos portaaviones, el USS Enterprise y el USS Hornet, desde Pearl Harbor. Sin embargo, concluyó que jamás llegarían a tiempo para la batalla y no los llamó. Para compensar la probable inferioridad numérica de aviones, Nimitz solicitó el apoyo de los aviones del general Douglas MacArthur, estacionados en Australia y Nueva Guinea.
Para justificar su decisión de atacar una flota que podría ser dos veces mayor que la suya, Nimitz viajó a San Francisco para reunirse con el almirante Ernest King y explicar su punto de vista. Nimitz pronosticó acertadamente que los japoneses dividirían sus fuerzas y que Fletcher podría explotar esto a su favor. Aunque King no tenía muchos problemas con la estrategia, sí tenía desconfianza en Fletcher, a quien culpaba por la pérdida de Wake. Solamente la intervención de Nimitz logró mantener a Fletcher en el mando.
El 4 de mayo, la fuerza de invasión japonesa zarpó hacia Port Moresby desde Rabaul, que había sido transformada en una importante base naval y aérea desde su captura por Japón, en enero de ese mismo año. El convoy, conformado por catorce transportes, era escoltado por un crucero ligero y seis destructores.
Cuando Fletcher se enteró de la presencia de japoneses en Tulagi, envió 99 aviones del Yorktown para atacar a las fuerzas de desembarco enemigas. El Lexington todavía no se encontraba en el mar del Coral, por lo que no pudo participar. Los aviones lograron destruir dos dragaminas, un transporte, cinco hidroplanos y dañar un destructor; pero no pudieron neutralizar a las tropas en tierra y no encontraron a la flota de Gotō, que ya había zarpado en dirección a Port Moresby. Debido a este ataque, los japoneses comprobaron la presencia de portaaviones en el mar del Coral, y se hizo necesaria la presencia de la flota de Takagi para hacer frente a esta amenaza. Esta flota ya debería haber estado cerca de Tulagi, pero el mal tiempo imposibilitó el despacho de los aviones a Rabaul, y se retrasó. Este retraso previno que los dos portaaviones nipones de Takagi atacaran al Yorktown.
Durante el 5 de mayo, Fletcher pasó el resto del día abasteciendo a su flota; ya que estaba convencido de que la flota nipona estaría muy al noroeste, rumbo a Port Moresby. Durante el 6 de mayo, las fuerzas de portaaviones estuvieron buscándose sin éxito. Fletcher se dirigía hacia Nueva Guinea, mientras que Takagi se encontraba al noreste de su enemigo. Sin embargo, en un momento, las fuerzas de Takagi y Fletcher llegaron a estar a 110 km de distancia, sin que ninguno lo supiera.

## Desarrollo

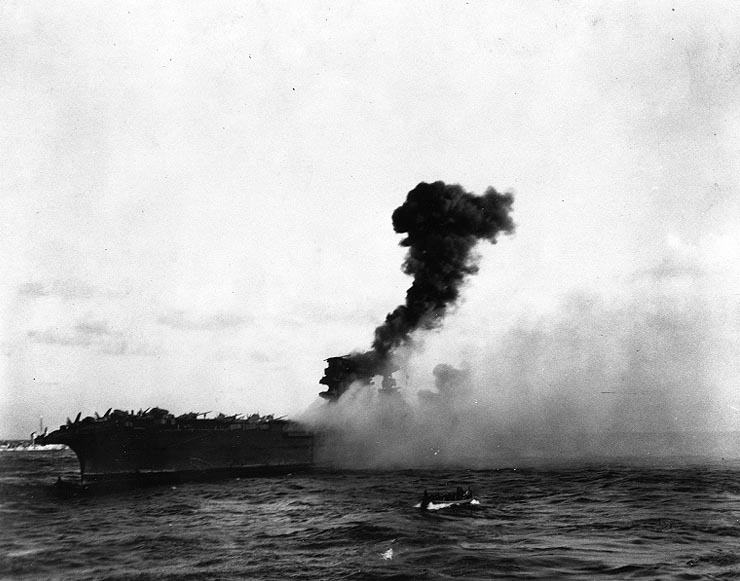
Explosión en el.

En la mañana del 7 de mayo, un avión del Yorktown informó de haber localizado a dos portaaviones y cuatro cruceros pesados, y Fletcher envió 93 aviones para interceptarlos. Cuando el piloto que hizo el informe aterrizó, Fletcher descubrió que este había cometido un error al codificar el mensaje, y que en realidad había avistado a dos cruceros pesados y dos destructores. Sin suficientes aviones de reserva para hacer frente a un posible ataque japonés, los portaaviones eran vulnerables; el almirante Fletcher montó en cólera y exclamó:

Joven, ¿sabes lo que has hecho? ¡Le acabas de costar a los Estados Unidos dos portaaviones!
Alm. Frank Jack Fletcher

Sin embargo, los estadounidenses tuvieron suerte, ya que simultáneamente un avión del Takagi detectó al petrolero USS Neosho y al destructor USS Sims. El piloto informó erróneamente haber avistado a un portaaviones y un crucero, y Akagi envió dos oleadas de bombarderos para atacar a esta fuerza menor. Ambos buques fueron hundidos por los aviones japoneses.
Aunque los aviones estadounidenses no pudieron encontrar a Takagi, se encontraron con la flota de Gotō. El Shōhō se encontraba cubierto por cuatro cruceros y un destructor, quienes se encontraban dispersos. La primera oleada estadounidense, compuesta por bombarderos en picado SBD Dauntless, falló todos sus disparos gracias a la pericia del comandante del Shōhō. Tras esta oleada, el capitán Ishonosuke Izawa pensó que tendría tiempo para lanzar sus cazas antes de que se reiniciasen los ataques. En realidad, varios bombarderos se encontraban cerca, pero se habían retrasado en espera de los más lentos torpederos TBD Devastators, ya que las regulaciones dictaban que la segunda ola de ataque debía ser mixta. Cuando el Shōhō se alineó en la dirección del viento, los torpederos llegaron. Intentando hacer despegar sus aviones, el portaaviones no eludió los torpedos, y la mitad de estos alcanzaron el objetivo, un resultado superior al promedio. Los torpedos dañaron seriamente al Shōhō, que no podía maniobrar. Además, las bombas de los bombarderos en picado alcanzaron dos elevadores. Casi de inmediato llegó otra oleada de bombarderos, esta del Yorktown. Estos aviones lograron arrojar once bombas sobre el Shōhō, que recibió también dos torpedos más. Izawa ordenó entonces que se abandonase la nave, que se hundió en cuatro minutos. En menos de diez minutos los aviones del Lexington y el Yorktown habían hundido al Shōhō. Esta era la baja más importante de la Armada japonesa desde el inicio de la guerra, ya que hasta entonces el navío más grande perdido había sido un destructor. Menos de la mitad de la tripulación del portaaviones sobrevivió.
Habiéndose perdido un portaaviones, y con la flota de Takagi muy lejos de los transportes, el almirante Inoue ordenó a estos últimos que regresasen a Rabaul, hasta que Takagi lograse neutralizar a las fuerzas de Fletcher. Ignorando la suspensión de la operación Mo, Fletcher envió al contraalmirante australiano John Crace hacia Nueva Guinea, comandando a los cruceros HMAS Australia, HMAS Hobart y USS Chicago, y a varios destructores, para que hiciese frente a los transportes japoneses. Los navíos de Crace fueron atacados en dos ocasiones, la primera vez por aviones japoneses provenientes de Rabaul, y la segunda vez por aviones estadounidenses provenientes de Townsville, que los confundieron con japoneses. Crace logró repeler ambos ataques sin sufrir pérdidas. Ambos bandos habían lanzado aviones de reconocimiento, en busca de los portaaviones que aún seguían en la batalla, pero la visibilidad en la tarde no fue buena, y no se estableció contacto. Takagi decidió esperar hasta la noche para intentar realizar un ataque nocturno, una estrategia que le había dado buenos resultados en la batalla del mar de Java.
Durante la noche, el comandante de los portaaviones de Takagi, contraalmirante Chūichi Hara, envió 27 aviones para intentar realizar un ataque nocturno. Takagi ya se había percatado que las estimaciones de inteligencia habían sido incorrectas, y que más de un portaaviones enemigo debía estar presente en el mar del Coral. No lograron encontrar a Fletcher, pero al regresar fueron atacados por cazas estadounidenses, que derribaron nueve aviones. La fuerza japonesa se dispersó, y once se perdieron en la noche. Otros seis aviones japoneses localizaron al Yorktown, pero lo confundieron con un portaaviones amigo. En cuanto el primero tocó la cubierta, fue destruido por la artillería del barco.

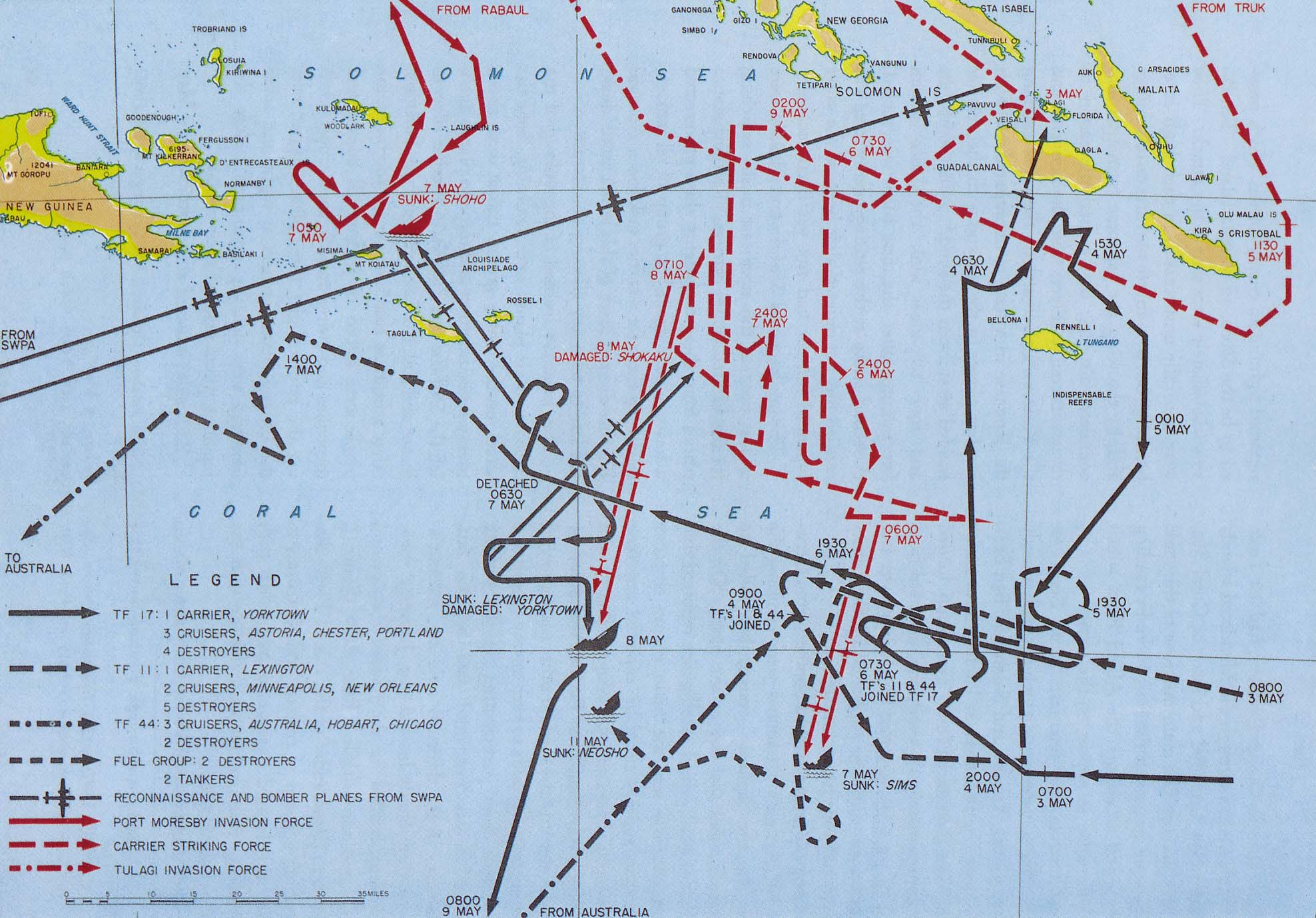
Mapa de movimientos de la batalla de Mar del Coral.

Después de esta búsqueda infructuosa, Takagi esperó hasta el amanecer del 8 de mayo para despachar 27 aviones en búsqueda de los portaaviones estadounidenses; Fletcher hizo lo mismo. En este punto, las fuerzas niponas y estadounidenses en los portaaviones eran similares, ya que los japoneses contaban con 121 aviones, y el enemigo con 122. Adicionalmente, Takagi contaba con cuatro cruceros pesados y seis destructores. Al inicio, Fletcher tenía una escolta de portaaviones muy superior, pero luego de despachar a Crace hacia Port Moresby, esta se había reducido a cinco cruceros pesados y siete destructores.
A las 8:15, un avión de Fletcher encontró a la flota de Takagi. Alrededor de las 11:00 horas, el Shokaku empezó a ser atacado por 39 aviones del Yorkwtown, quienes no encontraron al Zuikaku debido a que este se encontraba a unos 15 km de distancia, cubierto por un chubasco. Los bombarderos atacaron desorganizadamente, sin dar tiempo a los cazas para neutralizar a los Zeros japoneses; como resultado, solamente once aviones lograron arrojar sus bombas o torpedos. Aunque el Shokaku eludió todos los torpedos, los bombarderos en picado obtuvieron dos impactos directos. Poco después, llegó una nueva oleada de 24 aviones, provenientes del Lexington, quienes sí fueron capaces de localizar al Zuikaku. Los incendios en la cubierta del Shokaku lograron ser controlados, pero ya no podía lanzar aviones.
Mientras tanto, setenta aviones japoneses localizaron a la flota norteamericana. Los estadounidenses los detectaron con el radar, y fortalecieron su cortina de cazas con 23 bombarderos. Esta protección fue insuficiente para contener el coordinado ataque japonés. Una bomba nipona perforó la cubierta del Yorktown, matando a 69 tripulantes; pero el Lexington recibió la peor parte, en parte debido a su inferior maniobrabilidad. Dos torpedos impactaron en este último a babor, mientras que varias bombas impactaron en la cubierta. Aunque se informó de tres incendios, la sala de máquinas del portaaviones estaba intacta, y los fuegos empezaron a ser controlados. Por su parte, el Yorktown perdió momentáneamente el suministro eléctrico y el gobierno. En la confusión de la batalla, varios cazas estadounidenses, con los tanques vacíos, intentaron aterrizar en el Lexington, pero empezaron a colisionar entre ellos, y algunos cayeron de la cubierta al mar.
Para el mediodía, la batalla había terminado. Los japoneses regresaron a sus portaaviones jubilosos, ya que anunciaron haber hundido a los dos portaaviones estadounidenses. Por su parte, Fletcher anunció que su flota no había recibido daños. Nimitz envió de inmediato un mensaje felicitando a Fletcher por su aparente victoria. En efecto, los estadounidenses parecían haber salido victoriosos, ya que habían hundido a un portaaviones ligero, un destructor y otros navíos pequeños, perdiendo un destructor y un petrolero. Sin embargo, a las 12:45 horas del mediodía, dos explosiones en el Lexington iniciaron nuevos incendios, que no pudieron ser controlados. A las 3:07 horas de la tarde, se ordenó abandonar el barco. Los destructores USS Morris y USS Hammann recogieron a los sobrevivientes. Una vez que fueron evacuados todos los tripulantes, el destructor USS Phelps disparó cuatro torpedos contra el portaaviones, para acelerar su hundimiento. Fletcher decidió abandonar la idea de perseguir a los navíos japoneses restantes y se retiró al sureste.

## Consecuencias
Los pilotos japoneses informaron que habían echado a pique a los dos portaaviones estadounidenses. Aunque estaba seguro de la veracidad del informe, Inoue consideró necesario aplazar la invasión, porque no creía estar en condiciones de proteger a las unidades de desembarco contra los aviones aliados con base en tierra. Takagi no quería abandonar la batalla, y quería atacar a la flota en la noche, pero luego cambió de opinión, al ser informado de que sus destructores casi no tenían combustible. Sin embargo, desde Japón, un enfurecido almirante Isoroku Yamamoto anuló las disposiciones de Inoue, ordenándole localizar y destruir los buques estadounidenses supervivientes. Takagi obedeció de inmediato, pero Fletcher y su flota ya estaban fuera de su alcance. La decisión de Inoue de aplazar la invasión fue un error grave, ya que los Estados Unidos estaban muy lejos para poder detenerlos, sin embargo, luego culpó a Hara por haber retirado sus portaaviones. Considerando que el Yorktown no podía intervenir, Hara pudo haber traspasado aviones del Shokaku al Zuikaku, para compensar las pérdidas, y proteger los transportes.
Cuando los portaaviones japoneses regresaron a la base, se descubrió que los daños a los navíos habían sido mayores que lo esperado. El Shokaku debía pasar un mes en los astilleros por reparaciones, y el Zuikaku había perdido muchos aviones y pilotos. Ninguno podría participar en la batalla de Midway, prevista para la primera semana de junio.
Ambos bandos reclamaron la victoria. El New York Times anunció que el 77 % de los barcos nipones en la batalla habían sido hundidos o dañados, y que el enemigo había huido. El Japan Times & Advertiser anunció que la Armada estadounidense había entrado en pánico. Hitler se hizo eco de la opinión japonesa, declarando:

Después de esta nueva derrota, los barcos estadounidenses difícilmente se atreverán a enfrentarse a la flota nipona de nuevo...
Adolf Hitler, refiriéndose a la batalla del mar del Coral

Tácticamente, la batalla fue una victoria de los japoneses, pues aunque el 8 de mayo habían perdido 43 aviones contra los 33 de los estadounidenses, y aunque a Hara le quedaban sólo nueve aparatos operativos, sus ataques aéreos habían conseguido resultados mucho más notables. El hundimiento del Lexington, del Neosho y Sims compensaban la pérdida del portaaviones ligero Shoho y de algunas pequeñas unidades. Sin embargo, desde el punto de vista estratégico, la batalla del mar del Coral es considerada una victoria norteamericana: había fracasado el asalto de Port Moresby, objetivo final de los japoneses. A pesar de la ocupación de Tulagi, los japoneses habían asegurado muy pocos de los objetivos previstos al principio. Además, las averías sufridas por el Shokaku y la necesidad de reorganizar las malparadas fuerzas aéreas del Zuikaku impidieron que ambos portaaviones participaran en la batalla de Midway, donde su presencia habría podido tener un peso determinante.
No obstante, los japoneses no renunciaron a la conquista de Port Moresby: poco después intentaron realizar un ataque terrestre, que desembocó en la batalla del camino de Kokoda, con resultado adverso para Japón. Los estadounidenses se enteraron de este nuevo asalto con varias semanas de anticipación, al interceptar y descifrar comunicaciones enemigas. La ruptura del código enemigo seguiría asistiendo a los Aliados hasta el final de la guerra, entregándoles información clave que los ayudó a prepararse a la batalla de Midway.
La batalla del mar del Coral también es importante por ser la primera batalla naval donde los ataques fueron lanzados exclusivamente con aviones, y donde jamás hubo contacto visual entre las flotas. El portaaviones demostró ser un arma más eficaz que la artillería, y significó el fin de la era de los grandes cañones.